# Marija Rewakowycz
Marija Rewakowycz, (ur. w 1960 r., w Lidzbarku Warmińskim) – literaturoznawca pracująca nad literaturą słowiańską, tłumaczka.
Średnie wykształcenie zdobyła w Legnicy, w liceum z ukraińskim językiem nauczania. Studiowała na Uniwersytecie Warszawskim na ukraińskiej filologii. W 1981 wyjechała do Włoch. W 1982 popłynęła do Kanady, gdzie kontynuowała studia w uniwersytetach w Saskatchewan i w Toronto. W 1987 roku wyjechała do Nowego Jorku, gdzie na Uniwersytecie Columbia ukończyła kierunek bibliotekoznawstwa (M.S. – Library Service). W 2000 wróciła do Kanady, aby dokończyć studia. Tam, w 2001 r. otrzymała tytuł doktora nauk filologii (Ph. D. – Slavic Languages and Literatures) w Uniwersytecie w Toronto. Obecnie mieszka w Nowym Jorku i pracuje na stanowisku profesora w Uniwersytecie Rutgers і harwardzkim Instytucie Ukraińskim.
Marija Rewakowycz jest członkiem Kanadyjskiego Stowarzyszenia Slawistów, a także członkiem Ukraińskiego Pen-Klubu. W 1990 r. była współzałożycielką i współredagowała (wraz z Bogdanem Bojczukiem) literacko-artystyczny kwartalnik “Światowid” (Kijów-Nowy Jork) aż do roku 1999, kiedy z braku środków finansowych magazyn przestał wychodzić.
Należy do Grupy Nowojorskiej. Prócz pisania poezji, Marija Rewakowycz jest literaturoznawcą, tłumaczem i krytykiem literackim. W swoich artykułach i wykładach, po ukraińsku i angielsku, skupiła się na zagadnieniach literaturoznawczych i na historii Grupy Nowojorskiej. Wydała w 2003 roku zbiór Антології поетів Нью-Йоркської Групи.

## Twórczość
- З мішка мандрівника (Nowy Jork, 1987),
- Шепотіння, шепотіння (Nowy Jork, 1989),
- М’яке Е (Warszawa, 1992),
- Зелений дах (Kijów, 1999),
- Zielony dach (Białystok, 1999),
- Acupunctura cerului (Bukareszt, 2002),
- ""Introducing the Ukrainian Émigré Poets of the New York Group"